# Đỗ Chu (Tây Hán)
Đỗ Chu (chữ Hán: 杜周, ? – 94 TCN), tự Trường Nhụ , người huyện Đỗ Diễn, quận Nam Dương , quan viên nhà Tây Hán. Ông bị sử cũ xếp vào nhóm Khốc lại – những quan viên thực thi pháp luật bằng thủ đoạn tàn bạo.

## Cuộc đời và Sự nghiệp
Ban đầu Chu làm nanh vuốt của Nam Dương thái thú Nghĩa Túng, được Túng tiến cử với Đình úy Trương Thang, nên được làm Đình úy sử. Biên thùy thất thoát nhân lực, vật lực, Chu luận tội chết rất nhiều người, làm vừa ý Hán Vũ đế, nên được trọng dụng, cùng Giảm Tuyên làm Trung thừa hơn 10 năm.
Chu tính ít nói và thận trọng, ra vẻ khoan dung nhưng thực thi pháp luật rất nghiêm ngặt. Giảm Tuyên được thăng chức Tả nội sử, còn Chu được thăng chức Đình úy, phương pháp làm việc của họ cơ bản là mô phỏng Trương Thang: đặt ý muốn của hoàng đế lên trên tính tôn nghiêm của pháp luật.
Vào thời Chu làm Đình úy, Chiếu ngục ngày càng nhiều phạm nhân, quan viên có lương bổng 2 ngàn thạch/năm chẳng ít hơn trăm người. Quan viên ở địa phương hay trung ương đều gởi thư tố cáo về chỗ Đình úy, một năm có hơn ngàn. Số vụ án lớn đến từ thư tố cáo có vài trăm, nhỏ có vài chục, xa đến vài ngàn dặm, gần chừng vài trăm dặm. Đến khi xử án, Chu ép nghi phạm nhận tội, không nhận thì đánh đòn, vì vậy ai nghe nói mình liên quan vụ án của Đình úy thì đều bỏ trốn. Có trường hợp không thuộc diện được xá miễn, trốn lánh hơn 10 năm mà vẫn chịu cáo buộc, đều chưa bị xét xử đã trở thành tội phạm; kể cả quan thuộc của Đình úy và các công sở kinh thành, số quan viên bị bắt ở Chiếu ngục lên đến 6, 7 vạn người, nếu tính cả các chức lại (giúp việc của quan viên) thì có thêm hơn vạn người nữa.
Chu giữa chừng bị phế chức, sau đó được làm Chấp kim ngô (phụ trách trị an kinh thành); nhờ đuổi bắt con em họ hàng của Đại tư nông Tang Hoằng Dương, Vệ hoàng hậu gay gắt, ông được Hán Vũ đế đánh giá là tận lực và vô tư, đến năm Thiên Hán thứ 3 (98 TCN)  thăng làm Ngự sử đại phu. Năm Thái Thủy thứ 3 (94 TCN), Chu mất.
Thuở ban đầu làm Đình úy sử, tài sản của Chu chỉ có một con ngựa, về sau được trọng dụng, ngôi vị ngang với tam công, có hai con trai làm quận thú ven Hoàng Hà, gia sản tích lũy đến cự vạn. Hai người ấy đều thi hành chánh trị theo lối tàn bạo, chỉ có người con nhỏ là Đỗ Duyên Niên tính tình khoan hậu.

## Hậu duệ
Đỗ Duyên Niên và năm trong sáu con trai tiếp tục làm quan nhà Tây Hán; Đỗ Khâm – người duy nhất không làm quan – lại là người nổi tiếng nhất. Con trai Khâm là Đỗ Nghiệp chống đối Vương Mãng, bị đày đi Hợp Phố đến trọn đời, gián đoạn tạm thời hoạn lộ của nhà họ Đỗ. Sử cũ chép truyện về Đỗ Duyên Niên, Đỗ Hoãn, Đỗ Khâm và Đỗ Nghiệp phụ vào truyện về Đỗ Chu.
Ban đầu Chu dời nhà sang Mậu Lăng , Đỗ Duyên Niên lại dời sang Đỗ Lăng , trở thành thủy tổ của sĩ tộc Đỗ Lăng Đỗ thị. Hậu duệ nổi tiếng của họ Đỗ ở Đỗ Lăng vào đời Tấn có Đỗ Dự, đời Đường có Đỗ Phủ, Đỗ Mục,...